# Xenia tripartita
Xenia tripartita is een zachte koraalsoort uit de familie Xeniidae. De koraalsoort komt uit het geslacht Xenia. Xenia tripartita werd in 1933 voor het eerst wetenschappelijk beschreven door Roxas. 